# Anthony Blondell
Pour les articles homonymes, voir Blondell.
Anthony Blondell, est un footballeur international vénézuelien né le 17 mai 1994 à Cumaná. Il joue au poste d'attaquant avec le Monagas SC.

## Biographie
Avec l'équipe du Zamora FC, il participe aux compétitions continentales, disputant deux matchs en Copa Libertadores, et un en Copa Sudamericana.
Anthony Blondell reçoit sa première sélection en équipe du Venezuela le 13 novembre 2017, en amical contre l'équipe d'Iran (défaite 0-1).
Le 30 novembre 2017, Anthony Blondell est transféré en MLS aux Whitecaps de Vancouver, dans le cadre d'une transaction incluant une indemnité de 50 000 $ pour le FC Dallas.

## Palmarès
- Champion du Venezuela en 2014/15, 2015 et 2016 avec le Zamora FC ; en 2017 avec le Monagas SC